# Ctenochasma
Ctenochasma (nombre que significa 'mandíbula de peine') es un género de pterosaurio del Jurásico perteneciente al suborden Pterodactyloidea. Actualmente se reconocen tres especies: C. roemeri (nombrada por Friedrich Adolph Roemer), C. taqueti, y C. elegans (anteriormente Pterodactylus elegans). Sus restos fosilizados han sido hallados en la Caliza de Solnhofen de Baviera (Alemania) y el oriente de Francia. 

## Descripción

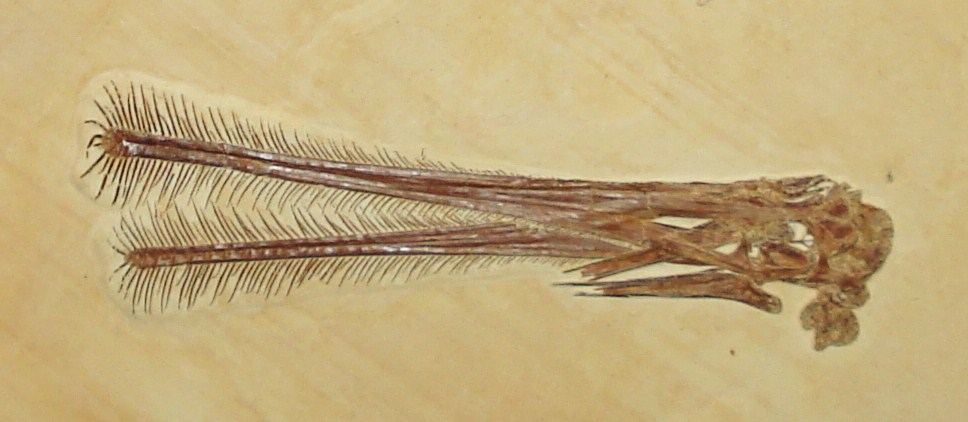
Cráneo

Ctenochasma se distingue principalmente por sus largos y delgados numerosos dientes (cerca de 400 en los adultos), agrupados muy cerca unos de otros, los cuales se alineaban en un hocico alargado y estrecho. Los dientes estaban tan agrupados que formaban un peine, y en los adultos estos se proyectaban por fuera de las mandíbulas, formando un cesto, el cual eran probablemente usado para poder comer por filtración, filtrando agua para poder capturar y comer pequeños invertebrados. El hocico se curvaba levemente hacia arriba y era redondeado en la punta, y los dientes se limitaban a la mitad anterior de las mandíbula.
La especie más pequeña, Ctenochasma elegans, tenía una envergadura de solo 25 cm. Ctenochasma se distingue por su boca con hasta 260 dientes. Los Ctenochasma adultos tenían una cresta ósea a lo largo de su cráneo, pero esta no se halla en los juveniles.
Las comparaciones entre los anillo escleróticos de tanto Ctenochasma elegans como Ctenochasma taqueti con aves y reptiles modernos sugieren que estos taxones pudieron haber sido nocturnos, y pueden haber tenido patrones de actividad similares a los de las actuales aves marinas nocturnas. Esto puede indicar una división de nicho ecológico con pterosaurios contemporáneos que se cree que eran diurnos, como Pterodactylus y Scaphognathus.

## Especies

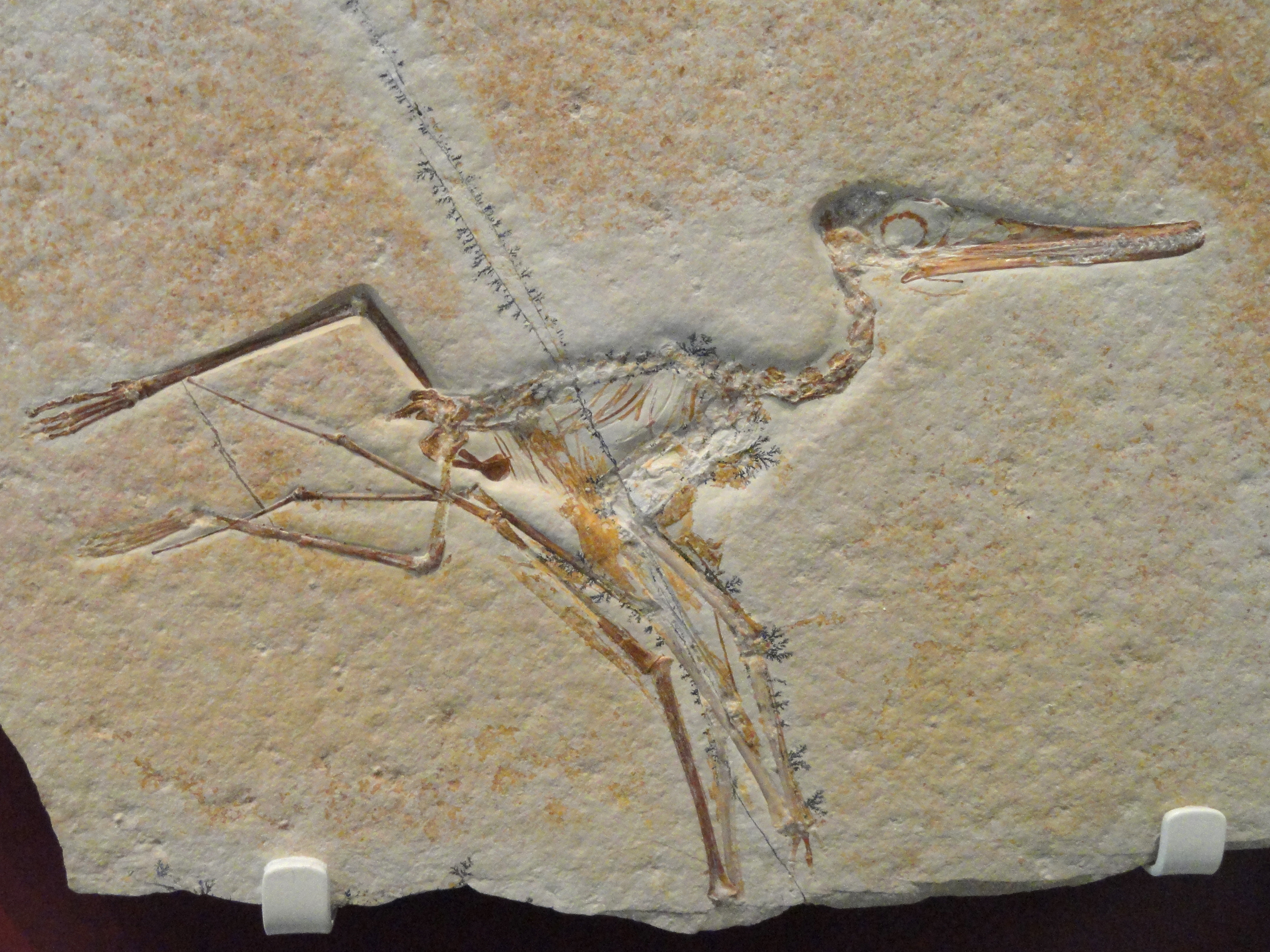
Espécimen juvenil de C. elegans

EL nombre Ctenochasma fue acuñado por el paleontólogo alemán Christian Erich Hermann von Meyer en 1852, basándose en una única mandíbula inferior llena de dientes apiñados a la cual le dio el nombre de especie de Ctenochasma roemeri. Una segunda especie, C. gracile, fue nombrada por Oppel en 1862 basándose en un cráneo fragmentario. Sin embargo, un año antes otro espécimen más completo probablemente perteneciente a la misma especie fue descrito y nombrado Pterodactylus elegans por Wagner. Debido a que la especie elegans fue nombrada antes que gracile, la especie es conocida como Ctenochasma elegans. Una especie adicional, C. porocristata, fue nombrada por Paul de Buisonjé en 1981. Sin embargo, esta se diferencia mayormente por la presencia de una cresta a lo largo de su hocico, la cual se ha demostrado que es un rasgo vinculado al crecimiento o al sexo, más que a la especie.

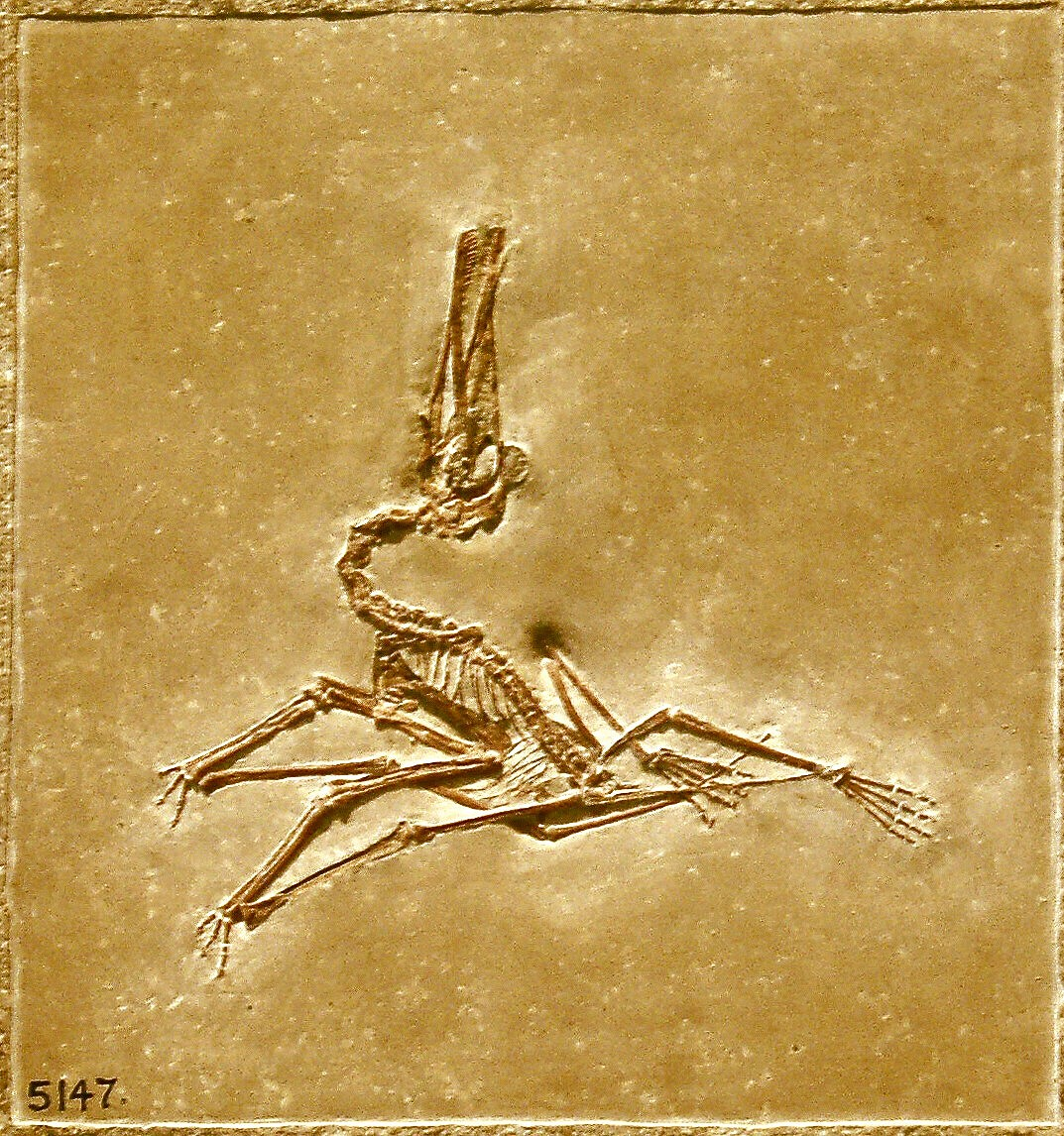
Espécimen fósil de un juvenil (antes Pterodactylus elegans) de la Caliza de Solnhofen de Alemania. Museo Americano de Historia Natural #5147

Una cuarta especie de Ctenochasma fue inicialmente descrita (pero no nombrada) por Philippe Taquet en 1972. Un espécimen único, consistente en un cráneo parcial con el neurocráneo completo, fue hallado en Francia y alojado entre las colecciones del Museo Saint-Dizier. Una detallada comparación con otros especímenes de Ctenochasma en 2004 confirmó que era una especie distinta. En honor del trabajo de Taquet en este espécimen, Christopher Bennett nombró a la especie C. taqueti en 2007.